# Bertrand Guiry
Bertrand Guiry, nascut el 30 de juliol de 1988 a Perpinyà (Catalunya Nord), és un jugador francès de rugbi a 15. Juga en la tercera línia de l'ala a l'USAP de Perpinyà que pren regularment Capitanata.

## Carrera

### Al club
Des del 2008: USAP

## Palmarès
Amb la USAP: Campionat de França, Campió 2009 